# Norman-Roberts-Syndrom
Das Norman-Roberts-Syndrom (Lissenzephaly 2 oder Lissenzephalie-Syndrom Typ Norman-Roberts) ist ein sehr seltenes angeborenes Fehlbildungssyndrom mit einer Lissenzephalie kombiniert mit weiteren Fehlbildungen und Gesichtsauffälligkeiten.
Die Bezeichnung bezieht sich auf die Erstautoren der Erstbeschreibung aus dem Jahre 1976 durch Margaret Grace Norman, M. Roberts und andere.
Die Erkrankung ist nicht zu verwechseln mit dem Roberts-Syndrom, einer Phokomelie.

## Verbreitung
Die Häufigkeit ist nicht bekannt, die Vererbung erfolgt autosomal-rezessiv.

## Ursache
Der Erkrankung liegen bei einigen Patienten Mutationen im RELN-Gen auf Chromosom 7 Genort q22.1 zugrunde, welches für Reelin kodiert.
Der gleiche Genort ist bei der familiären Form der Temporallappenepilepsie betroffen.

## Klinische Erscheinungen
Klinische Kriterien sind:
- Manifestation im Kleinkindalter
- Lissenzephalie
- Fehlbildungen an Kopf und Gesicht wie schwere Mikrozephalie, flache Stirn, breiter Nasenrücken, weiter Augenabstand
- Wachstumsverzögerung
- Geistige Behinderung
- Spastische Lähmung
- Krampfanfälle